# 大别疣螈
大别疣螈（学名：Tylototriton dabienicus），一种分布于中华人民共和国河南省商城县大别山地区的两栖动物，隶属于蝾螈科疣螈属。
有学者基于形态特征将疣螈属划分为2个亚属：瑶螈亚属（Yaotriton）和疣螈亚属（Tylototriton），本种归入瑶螈亚属。也有学者将瑶螈亚属升级为独立属，故本种在有些资料中称为大别瑶螈。

## 形态特征
模式标本为成年雌螈，全长161.9毫米。头部扁平，头长远大于头宽。皮肤粗糙。通体呈黑色，腹面稍浅。指趾腹面、指趾端背面、掌突、泄殖腔孔周边、尾下缘为橘红色。

## 分类
本种发现后最初暂定为文县疣螈（Tylototriton wenxianensis）大别亚种，后经分子系统学研究确定为一种有效种。